# Antonio De Gaetano
Antonio De Gaetano (Ancona, 18 maggio 1934 – Roseto degli Abruzzi, 21 agosto 2007) è stato un marciatore italiano.

## Biografia
Nato nel 1934 ad Ancona, era padre di Giuseppe De Gaetano, anche lui marciatore, partecipante alle Olimpiadi di Barcellona 1992.
A 26 anni partecipò ai Giochi olimpici di Roma 1960, nella marcia 50 km, arrivando 10º con il tempo di 4h41'01"6.
Nel 1961 vinse la medaglia di bronzo a squadre nella prima edizione della Coppa del mondo di marcia, a Lugano, insieme a Pino Dordoni, Gianni Corsaro, Stefano Serchinich, Abdon Pamich e Luigi De Rosso, chiudendo dietro a Regno Unito e Svezia; Serchinich chiuse 10º nella 50 km in 5h05'02". 2 anni dopo, a Varese 1963, terminò invece 7º con il tempo di 4h32'01" sempre nella 50 km. Nella stessa specialità si piazzò 16º sia a Pescara 1965 sia a Bad Saarow 1967 rispettivamente in 4h40'01" e  4h41'49". 
Morì nel 2007, a 73 anni.

## Palmarès
| Anno | Manifestazione  | Sede | Evento       | Risultato | Prestazione | Note |
| ---- | --------------- | ---- | ------------ | --------- | ----------- | ---- |
| 1960 | Giochi olimpici | Roma | Marcia 50 km | 10º       | 4h41'01"6   |      |

## Altre competizioni internazionali
1961
- 10º in Coppa del mondo di marcia ( Lugano), marcia 50 km - 5h05'02"
- Bronzo a squadre in Coppa del mondo di marcia ( Lugano)

1963
- 7º in Coppa del mondo di marcia ( Varese), marcia 50 km - 4h32'01"

1965
- 16º in Coppa del mondo di marcia ( Pescara), marcia 50 km - 4h40'01"

1967
- 16º in Coppa del mondo di marcia ( Bad Saarow), marcia 50 km - 4h41'49"